# 時久省吾
時久 省吾（ときひさ しょうご、1984年4月15日 - ）は、福岡県行橋市出身の元プロサッカー選手、サッカー指導者。ポジションはゴールキーパー。

## 来歴

### 生い立ち
小学校2年でサッカーを始め、行橋FC、リミットレスFCを経て、大津高校に入学。1年時にU-16日本代表に選出され、3年時の全国高等学校サッカー選手権大会では、大会優秀選手に選ばれた。その後日本高校選抜として、デュッセルドルフ国際ユースサッカー大会に出場した。
2003年、早稲田大学に進学。同年5月、特別指定選手として東京ヴェルディ1969に登録された。2005年8月、ユニバーシアード・イズミル大会では正GKとして優勝に貢献。その帰りに徳永悠平、兵藤慎剛とともに、1週間バレンシアCFの練習に参加した。2006年2月には清水エスパルスのキャンプに練習参加。2005年と2006年にデンソーカップサッカー全日本大学選抜、2006年に関東大学選抜Aにそれぞれ選ばれた。

### クラブ

#### ヴァンフォーレ甲府
2007年、ヴァンフォーレ甲府に入団するも鶴田達也、阿部謙作、桜井繁とGK4人体制だったため出場機会には恵まれず、鶴田と桜井が退団した2009年にはこの年に加入した荻晃太が即座に正GKとなったため出場機会はなかった。

#### ギラヴァンツ北九州
2010年にJ2昇格を果たしたギラヴァンツ北九州へ移籍した。移籍後はJリーグ初出場を果たすも、水原大樹と佐藤優也の牙城を崩すには至らなかった。

#### FC岐阜
2012年、出場機会を求めFC岐阜へ移籍。当初は野田恭平・多田大介に次ぐ第3GKであったが、6月13日の東京V戦で移籍後初出場を果たす。この試合は1-4で大敗したが、それ以降は正GKに定着。シーズン終了までポジションを譲らず、自己最多の24試合に出場した。2013年は初めてレギュラーとして開幕を迎えたが、15試合でわずか1勝しかできずに新加入の高木貴弘にポジションを譲った。その後再びポジションを取り戻し昨季を上回る29試合に出場したが、J2で優勝したガンバ大阪に2-8で大敗したこともあり終盤戦は再びベンチを温めた。ラモス瑠偉が新監督に就任し、元日本代表でW杯4大会連続出場の実績を持つ川口能活が加入した2014年は控えに甘んじ大幅に出場機会を減らした。
11月27日、FC岐阜の公式サイトで契約満了と発表された。
2015年2月、現役引退と大阪学院大学サッカー部のゴールキーパーコーチ就任が発表された。

## 特徴
- 恵まれた体格を生かしたプレーは安定感抜群であり、キックの正確さに定評がある[5]。また、岐阜移籍後はPKストッパーとしても名を馳せる。

## 所属クラブ
ユース経歴
- 1994年 - 1998年 行橋FC
- 1999年 リミットレスFC
- 2000年 - 2002年 熊本県立大津高等学校
- 2003年 - 2006年 早稲田大学
  - 2003年5月 - 同年12月 東京ヴェルディ1969 (特別指定選手)

プロ経歴
- 2007年 - 2009年 ヴァンフォーレ甲府
- 2010年 - 2011年 ギラヴァンツ北九州
- 2012年 - 2014年 FC岐阜

## 個人成績
| 国内大会個人成績 | 国内大会個人成績 | 国内大会個人成績 | 国内大会個人成績 | 国内大会個人成績 | 国内大会個人成績 | 国内大会個人成績 | 国内大会個人成績 | 国内大会個人成績 | 国内大会個人成績 | 国内大会個人成績 | 国内大会個人成績 |
| 年度             | クラブ           | 背番号           | リーグ           | リーグ戦         | リーグ戦         | リーグ杯         | リーグ杯         | オープン杯       | オープン杯       | 期間通算         | 期間通算         |
| 年度             | クラブ           | 背番号           | リーグ           | 出場             | 得点             | 出場             | 得点             | 出場             | 得点             | 出場             | 得点             |
| 日本             | 日本             | 日本             | 日本             | リーグ戦         | リーグ戦         | リーグ杯         | リーグ杯         | 天皇杯           | 天皇杯           | 期間通算         | 期間通算         |
| ---------------- | ---------------- | ---------------- | ---------------- | ---------------- | ---------------- | ---------------- | ---------------- | ---------------- | ---------------- | ---------------- | ---------------- |
| 2007             | 甲府             | 30               | J1               | 0                | 0                | 0                | 0                | 0                | 0                | 0                | 0                |
| 2008             | 甲府             | 30               | J2               | 0                | 0                | -                | -                | 0                | 0                | 0                | 0                |
| 2009             | 甲府             | 22               | J2               | 0                | 0                | -                | -                | 0                | 0                | 0                | 0                |
| 2010             | 北九州           | 21               | J2               | 2                | 0                | -                | -                | 0                | 0                | 2                | 0                |
| 2011             | 北九州           | 30               | J2               | 1                | 0                | -                | -                | 0                | 0                | 1                | 0                |
| 2012             | 岐阜             | 31               | J2               | 24               | 0                | -                | -                | 0                | 0                | 24               | 0                |
| 2013             | 岐阜             | 31               | J2               | 29               | 0                | -                | -                | 1                | 0                | 30               | 0                |
| 2014             | 岐阜             | 31               | J2               | 3                | 0                | -                | -                | 0                | 0                | 3                | 0                |
| 通算             | 日本             | 日本             | J1               | 0                | 0                | 0                | 0                | 0                | 0                | 0                | 0                |
| 通算             | 日本             | 日本             | J2               | 59               | 0                | -                | -                | 1                | 0                | 60               | 0                |
| 総通算           | 総通算           | 総通算           | 総通算           | 59               | 0                | 0                | 0                | 1                | 0                | 60               | 0                |

- 2003年は特別指定選手

- Jリーグ初出場 : 2010年11月7日 J2第33節 対ヴァンフォーレ甲府 (山梨県小瀬スポーツ公園陸上競技場)

## 代表
- U-16日本代表
- ユニバーシアード日本代表
  - 第23回夏季ユニバーシアード

## タイトル

### 代表
- 夏季ユニバーシアード：2005年

### 個人
- 全国高等学校サッカー選手権大会 大会優秀選手：2003年